# 死神之吻乃離別之味
《死神之吻乃離別之味》為ALcot シトラス社2009年4月24日發表的戀愛冒險遊戲。

## 剧情大纲
主人公天宮誠与小野山日和自小便是喜歡著彼此的青梅竹马，但是有一天二人在海边游玩时发生事故。天宮誠在海边溺水，日和为了救他结果丧失了生命。活下来的主人公自此一蹶不振，之后十余年皆无法忘怀。长大后的天宮誠因父母再婚与继妹天宮雫一同生活，还在放學後到同學穂乃香父親開的影像出租店打工。一天在打工结束后，同班同学里中凛遭到歹徒袭击，她的哥哥里中优为了保护妹妹而遇刺身亡。在凶杀现场，天宮誠遇见了一位只有自己才能看到的死神少女。死神少女自称「琥珀」，她对能看见自己的人类产生了兴趣，告诉主人公他也命不久矣，并开始了对主人公的监视。
玩家可以进入穂乃香的路线，抚慰了被失去哥哥的痛苦和嫉妒之心支配的里中凛；也可以进入继妹天宮雫的路线，在她的关怀下放下了对日和的牵挂。在完成上述两条线路后，玩家即可进入死神琥珀的线路。
当年在海边溺水身亡的是主人公天宮誠。名为「十六夜」的死神在前来引渡主人公的灵魂之时，被日和阻拦。日和央求十六夜让主人公复活；作为交换，日和被清除记忆，失去生命，成为了十六夜的弟子，得名「琥珀」。得知了琥珀就是为了拯救自己而自愿献出生命的小野山日和后，主人公决定安然接受自己的死亡，将生命还给日和，将她从死神的使命中解放出来。十六夜在主人公弥留之际告诉琥珀，亲吻天宮誠后他便能以死神的身份继续存在于世界中，但被拒绝了。日和在失去死神力量恢复人身和记忆后，亲吻了死去的天宮誠。被二人纯洁的心灵所感动的十六夜将二人送回了在海边溺水的那一天，天宮誠在哭喊着自己名字的日和怀中苏醒，未来的种种宛如遥远的梦境，两人手牵手漫步在落日映照的沙滩上。

## 登場角色

### 主要角色
天宮誠
本作主人公，八潮學園的2年級學生，與小他一歲妹妹雫一起生活，平常放學後就到同學穂乃香父親開的影像出租店「ここのか」打工。有著端正的性格同時也愛於助人，甚至連明顯對自己不公平的事情依然會幫忙。在學校很受女生的歡迎，被告白了許多次。對於多年前在海岸發生的不幸事件的少女深感自責，眼神毫無生氣，為自己還活著這個事實感到無奈，因此對自己身邊的安危不太注意。
新島穂乃香（聲：鮎川ひなた）
八潮學園的2年級學生，也是該班的委員長，與天宮誠同班。放學後即回到父親開的影像出租店「ここのか」幫忙。性格端正，待人平和，在學校中很受男生的歡迎，被告白了許多次。在影像出租店與天宮 誠一同工作時，總是被父親揶揄說「你們阿，趕快結婚好了。」，對於父親毫無節操的湊合發言感到慌亂。對於成人的東西感到不好意思，因此很少打理出租店中的成人區。
天宮雫（聲：五行薺）
天宮誠妹妹，但是沒有血緣關係，是繼父的小孩。在海岸發生的不幸事件發生後，天宮誠的父母不久也離婚，因此自很小的時候就跟天宮誠同住，然而剛開始時難以接受多了一個哥哥的現實。很少說話，經常趁哥哥不在房間時賴在哥哥房間看女性雜誌，每天都要哥哥叫他起床。自稱「我不在時哥哥什麼都做不到」不過實際上完全顛倒。對於自己長得很高特別在意。
琥珀（聲：夏野冰）
在里中凛的哥哥死亡的事故現場發現的手持巨大鐮刀少女，自稱是死神，除了天宮誠外其他人都沒查覺到的存在，自從被天宮誠發現後，對天宮誠眼神毫無生氣的將死狀態感到興趣，因此不時的會出現在天宮誠的生活。由於是死神因此可以穿牆來去自如，所以有時候會在很尷尬的時間出現，特別是天宮誠洗澡的時候，而且特別盯著天宮誠的胯下看，使天宮誠感到困擾。由於死神總是面無表情，因此也無法由表情看出喜怒哀樂。

### 其他角色
十六夜（聲：一色ヒカル）
死神之一，希望琥珀能成為自己的繼承者。負責引導靈魂道該去的地方，沒有「慈悲」這樣的情感，對琥珀也是很嚴厲。總是神出鬼沒，有時也會說些意味深遠的話，認為沒有人可以帶著美好的表情面對死亡。
米露菲（聲：榎津まお）
死神的使魔，真身是一隻會說話的貓，然而除了死神及天宮誠以外沒人聽得到他說話，為任務是替十六夜監督琥珀。由於多數的死神使魔都是黑貓，對於自己是白貓感到自卑。說話刻薄，言行中流露出奇怪的腐女味道，在教導琥珀時，總是一知半解的教，導致琥珀有時候會出現奇怪的認知。
里中凛（聲：鈴田美夜子）
新島穂乃香的摯友，有著身體很差但是很照顧自己哥哥，是個容易害羞的普通學生，喜歡天宮誠，打算向誠告白。

## 音乐
主題曲
歌：Rita

## 評價
《死神之吻乃離別之味》在日本美少女遊戲與動畫相關商品銷售網站Getchu.com的2009年4月销量榜上排名第16名。

## 外部連結
- ALcot Honey comb Official Website - 死神の接吻は別離の味 - （页面存档备份，存于） （日語）